# 예스퍼 율
예스퍼 율(Jesper Juul)은 덴마크의 게임 디자이너, 교육자, 비디오 게임 연구자이다. 덴마크 디자인 학교(덴마크어: Danmarks Designskole)의 부교수이다. 윌리엄 우리키오(William Uricchio), 제프리 롱(Geoffrey Long)과 함께 MIT 출판의 비디오 게임 시리즈 《플레이풀 씽킹》(Playful Thinking)"의 편집을 맡았으며 뉴욕 대학교 게임 센터, 매사추세츠 공과대학교 비교 미디어 연구와 코펜하겐 IT 대학교 의 컴퓨터 게임 연구 센터에서 근무했다.
1970년 덴마크 오르후스에서 태어난 율은 코펜하겐 대학교에서 북유럽문학으로 석사 학위를 받았고, 코펜하겐 IT 대학교에서 비디오 게임 이론으로 박사 학위를 받았다.

## 이론 작업
율의 1999년 석사학위논문은 비디오 게임을 이해하는 데 유용한 도구로 쓰여왔던 서사에 대한 비판을 다루었으며, 이로 인해 종종 루돌로지 연구자로 간주되나 그의 최근 작업은 비디오 게임의 허구적 측면도 다루고 있다. 비디오 게임 이론에 관한 율의 저서인 《하프 리얼》은 게임 디자이너 어니스트 아담스(Ernest Adams)가 선정한 "게임 산업의 모든 사람을 위한 50권의 책" 중 하나이다.
그의 두 번째 저서인 《캐주얼 혁명》은 캐주얼 게임의 부상과, 연령 및 성별 측면에서 확장된 비디오 게임 이용자들을 다룬다.
율은 그의 세 번째 저서 《실패의 예술》에서 비디오 게임이 종종 플레이어를 불행하게 만듦에도 불구하고 플레이어가 계속 비디오 게임을 플레이하게 되는 역설에 대해 논의한다.